# Мафи, Фаламани
Фаламани Мафи (англ. Falamani Mafi, родился 6 марта 1971 года в Канокуполу) — тонганский регбист, игравший на позиции замка (лока). Отличался высоким ростом и хорошими антропометрическими данными при игре в защите.

## Карьера игрока
Известен по выступлениям в австралийских регбийных клубах: любительских «Юни-Норс Аулз», «Вестс Лайонз» и «Куинбейан Уайтс». Играл за японский профессиональный клуб «Йокогава Мусасино Атластарз». Дважды участвовал в чемпионатах мира 1995 и 1999 годов. Мафи дебютировал в сборной Тонга 4 июля 1993 года матчем против Австралии в Брисбене. В 1995 году сыграл в составе сборной Тонга на чемпионате мира два матча против Франции и Кот-д'Ивуара. Мафи также провёл на чемпионате мира 1999 года три матча против Новой Зеландии, Италии и Англии, причём матч против Англии 15 октября 1999 года в Лондоне стал последним матчем за сборную для Мафи.
В 1995 году в игре против Франции Мафи отличился со скандальной стороны: срывая французскую атаку, во время мола он неумышленно ударил ногой по голове француза Филиппа Бенеттона, однако красную карточку за этот фол получил вовсе не Мафи, а его коллега по сборной Фелети Махони. В то время на чемпионатах мира ещё не применялись повторы, поэтому судья не мог пересмотреть своё решение. В 2015 году австралийская газета The Daily Telegraph назвала этот инцидент одним из 10 крупнейших скандалов за историю чемпионатов мира по регби.
У Фаламани есть брат Улиха, который также играл в регби и был одноклубником Фаламани в «Вестс Лайонз».